# Mera Me Ti Mera
Mera Me Ti Mera (греч. Μέρα με τη μέρα; англ. Day by Day) — дебютный студийный альбом греческой группы Antique, выпущен в 1999 году в Греции под лейблом V2 Records. В странах Скандинавии известен как Opa Opa (лейбл Bonnier).

## Список композиций
1. «Mystique Antique» — 1:40
2. «Dinata Dinata» — 3:17
3. «Opa Opa» — 3:35
4. «Mera Me Ti Mera» — 3:12
5. «Se Thelo» — 2:42
6. «I Zoi Einai Tora» — 3:07
7. «No Time To Play» — 4:21
8. «Ellatho» — 3:14
9. «Set Your Body Free» — 5:28
10. «Mou Leipeis» — 4:13
11. «The Earth» — 4:21
12. «Westoriental Trip» — 4:09

## Синглы
«Opa Opa»
«Opa Opa» первый сингл на CD и дебютная песня Antique. Включает в себя радио- и расширенную версию песни. Сингл стал платиновым в Греции и золотым в Швеции.

## Чарты
| Год  | Чарт              | Пиковая позиция | Сертификация | Тираж проданных копий |
| ---- | ----------------- | --------------- | ------------ | --------------------- |
| 1999 | Sverigetopplistan | №27             | золотой      | 25 000                |